# Finansiellt instrument

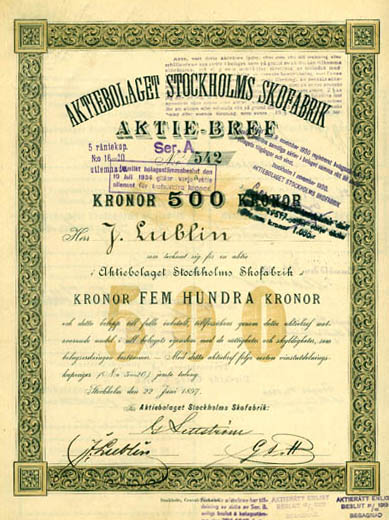
En aktie är ett finansiellt instrument. Här ett aktiebrev från emittenten Stockholms skofabrik AB, utfärdat år 1897.

Ett finansiellt instrument är olika former av värdebevis som oftast är avsedda för handel på en finansiell marknad och som inte utgör valuta. Exempel på finansiella instrument är fondpapper (aktier eller obligationer).
Vissa instrument, såsom aktier, teckningsoptioner och konvertibler, ges ut av emittenter. Andra instrument utgör avtal, såsom köp- och säljoptioner. Dessa hör till underkategorin derivatinstrument. Under de senaste två decennierna har många olika typer av finansiella instrument utvecklats, och nya instrument tillkommer kontinuerligt.

## Juridisk definition
Begreppet finansiellt instrument är av stor betydelse vid tolkningen av olika lagar och regler på värdepappersområdet.  Reglerna om marknadsmissbruk, värdepappersrörelse, börs- och clearing, prospekt och så vidare knyter alla an till begreppet. 
Enligt EU:s definition, som gäller i Sverige sedan MiFID-direktivet införlivades i svensk rätt den 1 november 2007, är finansiella instrument något av följande:
- överlåtbara värdepapper,
- penningmarknadsinstrument,
- andelar i företag för kollektiva investeringar (vilket för svensk del innebär fondandelar),
- derivatkontrakt som avser värdepapper, valutor, räntor, avkastningar, andra derivatinstrument, finansiella index eller finansiella mått,
- derivatkontrakt som avser råvaror, som måste avvecklas kontant eller kan avvecklas kontant på en av parternas begäran (på grund av ett annat skäl än utebliven betalning eller någon annan händelse som leder till kontraktets upphörande),
- derivatkontrakt som avser råvaror som kan avvecklas fysiskt förutsatt att de handlas på en reglerad marknad eller en MTF,
- derivatkontrakt som avser råvaror, som kan avvecklas fysiskt men inte omfattas av föregående punkt och som inte är för kommersiella ändamål, som anses ha egenskaper som andra derivat till finansiella instrument, med utgångspunkt från bland annat om clearing och avveckling sker via erkända avvecklingsorganisationer, eller om de är föremål för regelmässiga marginalsäkerhetskrav,
- derivatinstrument för överföring av kreditrisk, finansiella kontrakt avseende prisdifferenser,
- derivatkontrakt som avser klimatvariationer, fraktavgifter, utsläppsrätter eller inflationstakten eller någon annan officiell ekonomisk statistik, som måste avvecklas kontant eller kan avvecklas kontant på en av parternas begäran (på grund av ett annat skäl än utebliven betalning eller någon annan händelse som leder till kontraktets upphörande), samt andra derivatkontrakt som avser tillgångar, rättigheter, skyldigheter, index och mått (men som inte omfattas av föregående punkter), som anses ha egenskaper som andra derivat till finansiella instrument, med utgångspunkt från bland annat om det handlas på en reglerad marknad eller en MTF, om clearing och avveckling sker via erkända avvecklingsorganisationer, eller om de är föremål för regelmässiga marginalsäkerhetskrav.

Även begreppen överlåtbara värdepapper och ”penningmarknadsinstrument” definieras i MiFID. Överlåtbara värdepapper är enligt artikel 4.1.18 värdepapper (utom betalningsmedel) som kan bli föremål för handel på kapitalmarknaden. Som exempel på sådana anges i direktivet följande värdepapper:
1. aktier och andra värdepapper som motsvarar andelar i aktiebolag, bolag med personligt ansvar eller andra enheter samt depåbevis för aktier,
2. obligationer eller andra skuldförbindelser, inklusive depåbevis för sådana värdepapper,
3. alla andra värdepapper som ger rätt att förvärva eller sälja sådana överlåtbara värdepapper eller som resulterar i en kontantavveckling som beräknas utifrån noteringar för överlåtbara värdepapper, valutor, räntor eller avkastningar, råvaror eller andra index eller mått.

Penningmarknadsinstrument ska enligt MiFID artikel 4.1.19 ses som sådana kategorier av instrument som normalt omsätts på penningmarknaden. Som exempel anges statsskuldväxlar, inlåningsbevis och företagscertifikat, med undantag av betalningsmedel.

## Indelning i två klasser
De finansiella instrumenten delas in i två klasser. Dels finns de finansiella instrument som ger eller kan komma att ge ett aktieägarinflytande. Dels finns också instrument som baseras på ett "obligationsrättsligt avtal mellan två eller flera parter" 